# R-6 (Montenegro)
De R-6 of Regionalni Put 6 is een regionale weg in Montenegro. De weg loopt van Gornje Polje naar de grens met Bosnië en Herzegovina bij Krstac en is 44 kilometer lang. In Bosnië en Herzegovina loopt de weg verder als R-432 naar Gacko.